# Seminarium duchowne w Stawropolu
Seminarium duchowne w Stawropolu – prawosławne seminarium duchowne w Stawropolu, działające w latach 1846–1920, następnie od 1946 do 1960 i ponownie od 1989.
W latach 1846–1885 seminarium nosiło nazwę Kaukaskiego Seminarium Duchownego.

## Historia
Seminarium zostało otwarte w 1846 w celu kształcenia kadr duchownych na potrzeby szerzenia i umacniania prawosławia na Kaukazie, jak również zwalczania wpływów prawosławnych sekt i staroobrzędowców. Inicjatorem jego powstania był pierwszy biskup kaukaski i czarnomorski Jeremiasz, który ubiegał się o otwarcie szkoły tego typu już od 1843, tj. od roku objęcia katedry. W wymienionym roku zwracał on uwagę Świątobliwego Synodu Rządzącego na znaczną odległość swojej eparchii od najbliższych seminariów (w Woroneżu, Astrachaniu i Jekaterynosławiu), podkreślał również, że w nowej szkole mogliby kształcić się przedstawiciele rdzennych narodów kaukaskich. Zamysł biskupa Jeremiasza poparli namiestnik Kaukazu Michaił Woroncow oraz egzarcha Gruzji, metropolita Izydor. W 1846 Synod i car zgodzili się na otwarcie seminarium, w tym samym roku placówka rozpoczęła działalność. Kadra pedagogiczna szkoły liczyła pięć osób, na pierwszy rok nauki przyjęto 55 osób. 
Program nauczania w seminarium oparty był na programie seminarium w Tbilisi. Nauka w szkole trwała sześć lat i obejmowała historię biblijną, historię Kościoła, liturgikę, geometrię, algebrę, retorykę, paschalia, języki łaciński, grecki i niemiecki, zaś nieobowiązkowo także języki lokalne (tatarski, kałmycki, osetyjski). 
Szczególne znaczenie dla rozwoju seminarium miały starania biskupa kaukaskiego i czarnomorskiego Ignacego z lat 1860–1861. Biskup przekazał szkole swoją bibliotekę (180 woluminów), jak również przeniósł jej siedzibę do trzech domów przy cerkwi św. Andrzeja. Tam też odbywały się nabożeństwa dla słuchaczy, którzy byli zobowiązani do uczestnictwa w pełnym dobowym cyklu nabożeństw, tak samo, jak mnisi. W latach 1880–1883 wzniesiony został kolejny budynek seminarium z cerkwią św. Dymitra z Rostowa. W 2012 obiekt ten zajmował Uniwersytet Stawropolski, zaś pomieszczenie cerkwi pełniło funkcje hali sportowej. 
Szkoła zawiesiła swoją działalność w czasie rewolucji 1905, od października 1905 do stycznia 1906 i ponownie od listopada 1906 do stycznia roku następnego. Następnie została otwarta ponownie i działała przez dwanaście lat, do zamknięcia przez władze bolszewickie w 1920. Rosyjski Kościół Prawosławny uzyskał zgodę na reaktywowanie seminarium dopiero w 1946. Była to pierwsza szkoła teologiczna otwarta w powojennym ZSRR. Szkoła nie odzyskała jednak dawnej siedziby i funkcjonowała w pomieszczeniach przy soborze Podwyższenia Krzyża Pańskiego w Stawropolu. W latach 1953–1960 inspektorem seminarium był absolwent Studium Teologii Prawosławnej Uniwersytetu Warszawskiego Dmitrij Ogicki. W 1960 została zlikwidowana ponownie. 
Ponowne otwarcie placówki miało miejsce w 1989.

## Związani z seminarium

### Rektorzy[1][2]
- Serafin (Arietinski), 1846–1849
- Gerazym (Dobrosierdow), 1849–1850
- German (Osiecki), 1857–1859
- Izaak (Położenski), 1863–1871
- Metody (Nikolski), 1882–1883
- Mikołaj (Adoratski), 1887–1890
- Pitirim (Oknow), 1890–1891
- Michał (Tiomnorusow), 1891–1892
- Nazariusz (Kiriłłow), 1892–1893
- Antoni (Sieriedonin), 1893–1894
- Mikołaj (Kienarski), 1914–1915
- Joann Bogdanowicz, 1946–1953
- Michaił Rudiecki, 1953–1960
- Makary (Wierietiennikow), 1990–1991
- Eugeniusz (Rieszetnikow), 1991–1994
- Walenty (Miszczuk) 1994–1995
- Nikon (Łysenko) 1995–1996
- Gedeon (Dokukin) 1996–2002
- Teofan (Aszurkow) 2003–2011
- Cyryl (Pokrowski)  od 2011

### Inspektorzy[2]
- Gerazym (Dobrosierdow), 1846–1849
- Izaak (Położenski), 1858–1863
- Pitirim (Oknow), 1887–1890
- Michał (Tiomnorusow), 1890–1891
- Aleksy (Dorodnicyn), 1902–1903
- Dmitrij Bogolubow, 1913–1914
- Dmitrij Ogicki, 1960

### Absolwenci
- Antoni (Zawgorodny), biskup stawropolski[1]
- Gedeon (Dokukin), kolejno biskup smoleński, nowosybirski i stawropolski[1]
- Hermogen (Oriechow), kolejno biskup kaliniński, wileński i krasnodarski[1]
- Jan (Ławrinienko), kolejno biskup kowelski, mołotowski, czelabiński i kostromski[3]
- ks. Joann Bielewcew, profesor Petersburskiej Akademii Duchownej, historyk Cerkwi[1]
- archimandryta Mateusz (Mormył), profesor Moskiewskiej Akademii Duchownej w dziedzinie muzyki cerkiewnej, wieloletni regent chóru Ławry Troicko-Siergijewskiej[1]
- Nikon (Pietin), kolejno biskup woroszyłowgradzki, doniecki i odeski[4]
- Pir (Okropiridze), biskup alawerdzki[5]
- Roman (Łukin), biskup jakucki[6]
- Stefan (Kawtaraszwili), biskup tichoriecki i korienowski[7]
- Teofilakt (Kurjanow), biskup piatigorski[8]
- Joann Wostorgow, duchowny prawosławny, działacz i ideolog Czarnej Sotni[9]
- Aleksy (Smirnow), biskup bakijski[10]